# Leptogenys terroni
Leptogenys terroni é uma espécie de formiga do gênero Leptogenys, pertencente à subfamília Ponerinae.